# Euraphia hembeli
Euraphia hembeli är en kräftdjursart som beskrevs av Conrad 1837. Euraphia hembeli ingår i släktet Euraphia och familjen Chthamalidae. Inga underarter finns listade i Catalogue of Life.